# Municipio de Iowa (condado de Jackson)
El municipio de Iowa (en inglés, Iowa Township) es una subdivisión territorial del condado de Jackson, Iowa, Estados Unidos. Según el censo de 2020, tiene una población de 672 habitantes.
Es una subdivisión exclusivamente geográfica, puesto que en el estado de Iowa los townships no tienen gobiernos municipales, sino que están subordinados a las autoridades del condado.

## Geografía
Está ubicado en las coordenadas 42°5′57″N 90°16′17″O / 42.09917, -90.27139. Según la Oficina del Censo de los Estados Unidos, tiene una superficie total de 119,54 km², de la cual 113,22 km² corresponden a tierra firme y 6,32 km² son agua.

## Demografía
Según el censo de 2020, hay 672 personas residiendo en la zona. La densidad de población es de 6,32 hab./km². El 96,28 % de los habitantes son blancos; el 0,45 % son afroamericanos; el 0,60 % son de otras razas, y el 2,68 % son de una mezcla de razas. Del total de la población, el 1,19 % son hispanos o latinos de cualquier raza.